# Lil’ Kim
Lil’ Kim, znana też jako Queen Bee lub Queen Bitch, właśc. Kimberly Denise Jones (ur. 11 lipca 1974 w Nowym Jorku) – amerykańska raperka, piosenkarka, autorka tekstów, aktorka i modelka. Była jedyną kobietą-raperką w składzie grupy Junior M.A.F.I.A., którą odkrył i wypromował Notorious B.I.G..
W 2009 uczestniczyła w ósmej edycji programu rozrywkowego Dancing with the Stars.

## Dyskografia

### Albumy
- 1996 Hard Core
- 2000 The Notorious K.I.M.
- 2003 La Bella Mafia
- 2005 The Naked Truth

### Single
- 1996 No Time
- 1997 Crush on You
- 1997 Not Tonight
- 2000 No Matter What They Say
- 2000 How Many Licks?
- 2003 The Jump Off
- 2003 When Kim Say (Can You Hear Me Now?)
- 2003 Magic Stick
- 2005 Lighters Up
- 2006 Whoa
- 2012 Keys To The City
- 2012 If You Love Me
- 2013 Look Like Money
- 2013 Dead Gal Walking
- 2013 I Am Kimmy Blanco

### Mixtape
- 2008 Ms G.O.A.T.
- 2011 Black Friday
- 2014 Hard Core 2K13

## Filmografia
- 1997 Gangstresses
- 1999 She’s All That
- 2001 Zoolander
- 2002 Juwanna Man
- 2003 Those Who Walk in Darkness
- 2003 Gang of Roses
- 2004 Nora’s Hair Salon
- 2004 You Got Served
- 2005 Lil’ Pimp
- 2005 There’s a God on the Mic
- 2008 Superhero Movie

### Seriale TV
- 1999 V.I.P.
- 2001 DAG
- 2001 Moesha
- 2001 Egzamin z życia (The Parkers)
- 2003 American Dreams
- 2006 Lil Kim: Countdown to Lockdown
- 2007 The Game
- 2007 Pussycat Dolls Present: The Search for the Next Doll
- 2008 Pussycat Dolls Present: Girlicious
- 2009 Dancing with the Stars

## Nagrody i wyróżnienia
- Grammy Awards 2002 Best Pop Collaboration with Vocals („Lady Marmalade”)
- MTV Video Music Awards 2001 Best Video from a Film („Lady Marmalade”)
- 2001 Video of the Year („Lady Marmalade”)
- My VH1 Awards 2001 Favorite Video („Lady Marmalade”)
- 2001 Is It Hot In Here Or Is It Just My Video for („Lady Marmalade”)
- Soul Train Lady of Soul Awards 1997 Best Video by a Female – Rap/R&B („Crush On You”)
- 1998 Best Video by a Female – Rap/R&B („Ladie’s Night”)
- Source Awards 2003 Female Artist of the Year
- Teen Choice Awards 2001 Choice Song of the Summer („Lady Marmalade”)